# Дембовский, Эдвард
Эдуард Дембо́вский, Эдвард Дембовский (пол. Edward Dembowski, 31 мая 1822, Варшава, Царство Польское, Российская империя — 27 февраля 1846, Подгуж, близ Кракова, Вольный город Краков) — польский философ, писатель первой половины XIX века, один из организаторов Краковского восстания 1846 года, двоюродный брат польского философа и экономиста Генрика Каменского.

## Биография
Проникшись революционными идеями и левым гегельянством, Эдуард Дембовский посвятил себя критике настоящего и прошлого.
Несколько лет Дембовский издавал журнал «пол. Przegląd naukowy» («Научный обзор») в Варшаве и написал «пол. Piśmiennictwo polskie» («Польская литература», Познань, 1845), где осуждал консервативных писателей и признавал достойными исследования только тех, которые в своих сочинениях стремятся к решительному преодолению современного ему неудовлетворительного положения.
Дембовский погиб в ходе восстания под Краковом в 1846 году.
Похоронен на старом подгурском кладбище.

## Сочинения
- «Piśmiennictwo polskie» (Познань, 1845)
- Pisma, t. 1—5, [Warsz.], 1955; в рус. пер. — Несколько мыслей об эклектизме, в кн.: Избр. произв. прогрессивных польских мыслителей, т. 3, М., 1958;
- О поступательном движении в философском понимании реального бытия, там же;
- Творчество как стихийное начало (żywioł) самобытной польской философии, там же.
- Несколько мыслей об эклектизме.// Вопросы философии.1950.№ 3.